# Urho
Urho  è un nome proprio di persona finlandese maschile.

## Origine e diffusione
Riprende un termine poetico finlandese che vuol dire "eroe", lo stesso significato dei nomi persiani Bahadur e Bijan, del turco Alp e - probabilmente - dell'irlandese Neil.

## Onomastico
Non esistono santi che portano questo nome, quindi è adespota; l'onomastico può essere eventualmente festeggiato in occasione di Ognissanti, il 1º novembre. In Finlandia un onomastico laico è fissato al 17 giugno.

## Persone
- Urho Castrén, politico finlandese

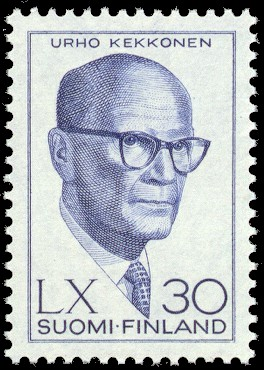
Urho Kekkonen

- Urho Kekkonen, politico e altista finlandese
- Urho Lehtovaara, militare e aviatore finlandese
- Urho Nissilä, calciatore finlandese
- Urho Peltonen, giavellottista finlandese